# Institut Mines-Télécom Business School
L'Institut Mines-Télécom Business School o IMT BS (in precedenza INT Management) è una business school fondata a Évry nel 1979. Rientra nel 5% delle business school con triplo accreditamento AACSB, Conférence des grandes écoles e AMBA.
La scuola è stata fondata nel 1979 da France Télécom (ora Orange). La scuola è classificata al 75º posto in Europa dal Financial Times.

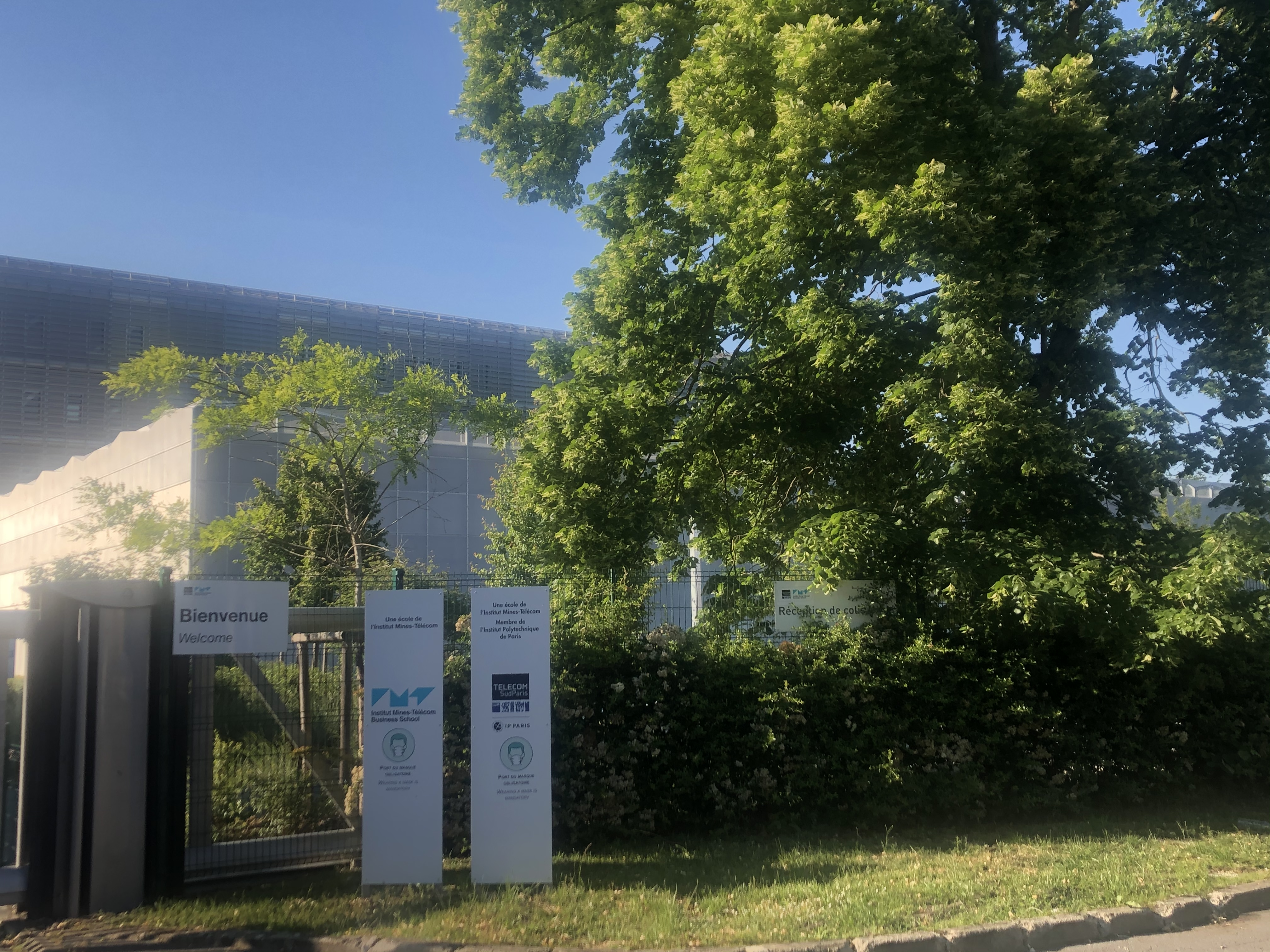
IMT BS